# Parafia św. Antoniego z Padwy w Florczakach
Parafia świętego Antoniego z Padwy w Florczakach – parafia rzymskokatolicka znajdująca się w archidiecezji warmińskiej, w dekanacie Łukta.
Uroczystości religijne odprawiane są w XVIII-wiecznym kościele pod wezwaniem św. Antoniego Padewskiego we Florczakach (data zbudowania 1796, do 1945 roku kościół luterański) oraz w kościele (kaplicy) pod wezwaniem św. Wojciecha w Żabim Rogu.